# Vratislav Effenberger
Vratislav Effenberger (* 22. April 1923 in Nymburk; † 10. August 1986 in Prag) war tschechischer Literaturtheoretiker und Dichter. Er war einer der bedeutendsten Vertreter des tschechischen Surrealismus.

## Leben
Nach der Industrieschule, die er 1944 mit Abitur beendete, studierte er Chemie und Kunstgeschichte sowie Ästhetik an der philosophischen Fakultät. Ab 1946 arbeitete er im tschechoslowakischen Filminstitut, aus dem er 1954 entlassen wurde. Danach war er bis 1966 als Arbeiter tätig und nahm später eine Stelle bei Tschechoslowakischen Akademie der Wissenschaften (FÚ ČSAV) an. 1970 wurde er aber aus politischen Gründen entlassen und war wieder als Arbeiter tätig, ab 1975 als Nachtwächter und 1977 erfolgte die frühzeitige Pensionierung. Effenberger war eine als Organisator und Theoretiker führende Persönlichkeit der surrealistischen Gruppe. 1969 redigierte er die surrealistische Zeitschrift Analogon. Um das Jahr 1968 publizierte er in einer Reihe Zeitungen und Zeitschriften, die sich mit Literatur, Theater oder Kunst befassten.

## Werke
Der größte Teil erschien im Selbstverlag oder ist noch als Handschriften vorhanden.
Bekannt geworden ist sein Filmdrehbuch Surovost života a cynismus fantasie (Rohheit des Lebens und der Zynismus der Phantasie), (Toronto 1984), Praha 1991.
Daneben wurden zahlreiche seiner Artikel in Zeitungen und Zeitschriften veröffentlicht. Einige Werke wurden durch den Sicherheitsdienst beschlagnahmt und vernichtet.

### Bücher
- Henri Rousseau, 1963 Monographie
- Realität und Poesie (Realita a poezie), 1969
- Gestalterische Ausdrücke des Surrealismus (Výtvarné projevy surrealismu), 1969
- Entwicklung theatralischer Stile (Vývoj divadelních slohů), 1972 Selbstverlag
- Rohheit des Lebens und Zynismus der Phantasie (Surovost života a cynismus fantasie), 1984, Toronto, Filmdrehbuch
- Jagd nach dem schwarzen Hai (Lov na černého žraloka), 1987 München, Gedichte

### Handschriften und Manuskripte
- Surrealistische Poesie (Surrealistická poezie) (1969)
- Modelle und Methoden (Modely a metody) (1969)
- Schatz des Sehens (Poklad vidění) – Eine Studie aus der Geschichte der modernen bildenden Kunst. (1970)
- Karel Teige (1970)
- Karel Havlíček (1971)
- Bild und Wort (Obraz a slovo) (1971)
- Osvobozené divadlo (1972–73)
- Karel Baron (1977)
- Traumbild und Imagination (Vidění a imaginace) (1977)

## Film
- Vratislav Effenberger aneb Lov na černého žraloka (Vratislav Effenberger oder Die Jagd auf den schwarzen Hai), dokument, 85 min. Regie David Jařab (CS)